# ساحة المعركة: 21 يوما على حافة الإمبراطورية (فلم 2004)
ساحة المعركة: 21 يومًا على حافة الإمبراطورية (بالإنجليزية: BattleGround: 21 Days on the Empire's Edge) هو فيلم وثائقي صدر عام 2004 من إخراج ستيفن مارشال وإنتاج ليزا هسو وأنتوني لابي. حصل الفيلم على جائزة Silver Hugo للأفلام الوثائقية في مهرجان شيكاغو السينمائي الدولي لعام 2004.

## ملخص
في عام 2003، سافر المخرج والصحفي ستيفن مارشال إلى العراق الذي مزقته الحرب للتحقيق في التمرد المتزايد الذي خلق وضعًا غير مستقر للقوات العسكرية الأمريكية. ويركز الفيلم على قصة فرانك البياتي، وهو مقاتل شيعي سابق يسافر إلى العراق لأول مرة منذ انتفاضة عام 1991 ضد صدام حسين. وكان البياتي قد أمضى أكثر من عام في مخيم للاجئين في المملكة العربية السعودية قبل ذهابه إلى الولايات المتحدة. يتابع الفيلم رحلة البياتي وهو يتعقب أفراد عائلته، لكن تفاؤله بشأن ما يسميه "العراق المحرر" يتناقض مع الواقع الذي يجده في بلده. يكشف المخرج مارشال في هذا الفيلم عن تفاؤل ضائع بشأن عراق محرر حقًا، كما يسلط الضوء على جذور الانقسام الأيديولوجي الذي يعصف بالعراقيين في قلب الصراع، ويؤثر بشكل كبير على الأمريكيين أيضًا.

## طاقم التمثيل
- روبرت هوليس بدور نفسه
- رنا الأيوبي بدور نفسها
- فرحان البياتي بدور نفسه
- هشام بربري بدور نفسه
- رائد جرار بدور نفسه
- فرد روديشيم بدور نفسه
- ناثان ساسامان بدور نفسه
- ماي ينغ ويلش بدور نفسها

## روابط خارجية
- الموقع الرسمي
- BattleGround: 21 Days on the Empire's Edge  في قاعدة بيانات الأفلام على الإنترنت (بالإنجليزية)
- BattleGround: 21 Days on the Empire's Edge على موقع أول موفي.